# Коррекаминос
«Корреками́нос» (исп. Correcaminos) — мексиканский футбольный клуб из города Сьюдад-Виктория, штата Тамаулипас. Выступает в лиге Ассенсо МХ.

## История
Клуб был основан 1 января 1980 года, представляет Автономный Университет штата Тамаулипас и базируется в городе Сьюдад-Виктория. Клуб вступил в Сегунду в 1982 году. В сезоне 1986—87 клуб дошел до финала, где встретился с «Керетаро» на стадионе Ацтека, им удалось вырвать победу в серии пенальти и заработать повышение. Клубу не везло в своём первом сезоне в Примере. Перед сезоном 1988—89 клуб сумел сохранить своё место после покупки франшизы клуба «Неса» и занять их вакантное место. Клуб продолжал играть следующие семь лет в Первом дивизионе, прежде чем перейти в 1995 году, на этот раз они не покупали никакой франшизы, чтобы сохранить свой статус, во Второй дивизион. В Апертуре 2005 и Клаусуре 2006 клуб был одной из сильнейших команд в лиге, но в финальных стадиях соревнований они проиграли клубу «Леон», а затем и «Индиос» в полуфинале.

## Название
Прозвище клуба — correcaminos («дорожные бегуны») — происходит от названия бегающей кукушки, распространённой в этом регионе. Персонаж «дорожного бегуна» также запечатлён в знаменитом мультфильме «Хитрый койот и Дорожный бегун».